# Preah Netr Preah
Preah Netr Preah är ett distrikt i Kambodja.   Det ligger i provinsen Banteay Meanchey, i den västra delen av landet, 290 km nordväst om huvudstaden Phnom Penh.